# Erich Bauer
Pour les articles homonymes, voir Bauer.
Hermann Erich Bauer (26 mars 1900 à Berlin – 4 février 1980 à Berlin), parfois surnommé le Gasmeister - (le maître du gaz) - était un SS-Oberscharführer, qui a directement participé à l'Aktion T4 et a servi comme opérateur des chambres à gaz du camp d'extermination de Sobibor dans le cadre de l'opération Reinhard.

## Biographie

### Premières années
Erich Bauer est né à Berlin le 26 mars 1900. Il combat comme soldat pendant la Première Guerre mondiale au cours de laquelle il est fait prisonnier par les Français. Alors qu'il travaille comme conducteur de tramway, il rejoint le parti nazi et la SA en 1933.

### Action T4
En 1940, Bauer rejoint l'Aktion T4 au cours de laquelle des handicapés physiques et mentaux sont assassinés, par gazage ou injection létale. Il y débute comme chauffeur mais est rapidement promu parmi les exécuteurs.
Dans son témoignage lors de son procès, Bauer décrit l'un des premiers assassinats de masse : « un tuyau raccordé au pot d'échappement d'un véhicule était raccordé à un laboratoire en briques situé au sein de l'asile. Quelques patients étaient enfermés dans la pièce : leur mort prenait 8 minutes ».

### Sobibór
Début 1942, Bauer est transféré sous le commandement d'Odilo Globocnik, le SS und Polizei Führer de Lublin en Pologne, adjoint direct du HSSPf (chef suprême de la SS et de la Police) Friedrich-Wilhelm Krüger et chargé de l'opération Reinhard. Il reçoit un uniforme SS et le grade de SS-Oberscharführer. En avril 1942, il est affecté au camp d'extermination de Sobibor où il reste jusqu'à la dissolution du camp en décembre 1943.
À Sobibór, Bauer est responsable des chambres à gaz et est surnommé le Badmeister par les déportés juifs ; après la guerre il est surnommé le Gasmeister. Il est décrit comme un homme de courte stature et trapu, un buveur connu et trop indulgent avec la boisson, qui dispose d'un bar privé dans sa chambre, qui est décorée d'une photo de lui-même et d'une autre de toute sa famille en compagnie d'Adolf Hitler. Alors que les autres gardes sont habillés soigneusement, Bauer a une tout autre apparence : il est toujours crasseux et empeste l'alcool.
Le 14 octobre 1943, lors du déclenchement de la révolte, Bauer se rend à l'improviste à Chełm pour une mission de ravitaillement. Lorsqu'il revient à Sobibor la révolte a été en partie matée. Bauer est placé à la tête d'un escadron de la mort de gardes SS chargé en priorité d'assassiner l'organisateur de la révolte et de l'évasion Alexander Pechersky. Le retour de Bauer précipite le déclenchement de la révolte à cause de son retour impromptu. Bauer découvre le cadavre du SS-Oberscharführer Rudolf Beckmann et abat immédiatement les deux déportés qui déchargeaient son camion. Le son des coups de feu incite Pechersky à déclencher la révolte immédiatement.

### L'après-guerre
À la fin de la Seconde Guerre mondiale, Bauer est arrêté en Autriche par les troupes américaines et interné dans un camp de prisonniers de guerre jusqu'en 1946. Peu de temps après sa libération, il retourne à Berlin où il trouve un travail d'ouvrier affecté au déblaiement des décombres.
Erich Bauer est arrêté en 1949 après avoir été reconnu par deux survivants de Sobibor, Samuel Lerer et Esther Raab, lors d'une rencontre fortuite, dans le parc de Kreuzberg. Lorsqu'il rencontre Esther Raab, il lui aurait déclaré « Comment es-tu toujours vivante ?. » Son procès débute en 1950.
Durant celui-ci, Bauer affirme qu'il n'a été affecté à Sobibor que comme chauffeur de camion, afin d'assurer le ravitaillement des déportés et des gardes allemands et ukrainiens. Il admet qu'il était au courant des activités d'extermination mais nie y avoir pris part ou avoir commis des actes de cruauté. Sa déposition est confirmée par deux anciens du camp d'extermination le SS-Oberscharführer Hubert Gomerski (de) et l'Untersturmführer Johann Klier (de).
Cependant, la Cour condamne Bauer sur la base des témoignages de quatre déportés survivants évadés de Sobibor. Ils identifient Bauer comme le Gasmeister, qui non seulement assurait le fonctionnement des chambres à gaz, mais participa également à des exécutions de masse ainsi qu'à des actes aléatoires particulièrement cruels contre des détenus et des déportés sur le chemin conduisant aux installations de gazage.
Le 8 mai 1950, la Cour d'assises de Berlin-Moabit le condamne à mort pour crimes contre l'humanité. La peine de mort ayant été abolie en Allemagne de l'Ouest, la sentence est commuée d'office en prison à perpétuité. Bauer est emprisonné pendant 21 ans à la prison de Berlin-Moabit avant d'être transféré à la prison de Tegel, où il décède le 4 février 1980.
Durant sa détention, il admet avoir participé aux opérations d'extermination et témoigne occasionnellement contre certains de ses anciens collègues.